# Tránsito Montepeque
Tránsito Montepeque (n. Sipacate, Escuintla; 16 de diciembre de 1980) es un futbolista guatemalteco.
En la temporada 2012/13, jugó para el Coban Imperial (Primera División de Guatemala).

## Trayectoria
Jugó anteriormente para CSD Comunicaciones y para Xelajú MC. En el equipo Cobán Imperial logró el campeonato en el año 2004 en la final del torneo clausura contra el equipo CSD Municipal logrando Montepeque el Gol de oro.
Ahora "el matador" se encuentra en Coban Imperial y es uno de los mejores jugadores del club.
Ha sido uno de los mejores jugadores de Guatemala por el estilo de sus enganches.[cita requerida]

## Clubes
| Club               | País      | Año       |
| ------------------ | --------- | --------- |
| Cobán Imperial     | Guatemala | 1995-2005 |
| Xelajú             | Guatemala | 2005-2006 |
| CSD Comunicaciones | Guatemala | 2006-2013 |
| Cobán Imperial     | Guatemala | 2013-     |